# Alberto Moioli
Alberto Moioli (Monza, 19 febbraio 1968) è un critico d'arte, saggista e scrittore italiano.

## Biografia
Nasce a Monza il 19 febbraio del 1968, dagli studi alla passione per la fotografia approda al giornalismo nel 2003. Lavora prevalentemente sulle riviste del settore editoriale dedicato alle arti figurative e dal 2011 ricopre la carica di direttore editoriale dell'Enciclopedia d'Arte Italiana, Catalogo Generale Artisti dal Novecento ad oggi, una collana di volumi biografici sulle arti visive italiane. Dal 2012 al 2015 presenta le manifestazioni Otto sguardi d'autore presso il Museo d'arte e scienza di Milano. Viene nominato direttore del Festival della Letteratura di Arcore dal 2015 al 2019, dove collabora con Philippe Daverio e Pupi Avati sulle conferenze dal titolo Introduzione nei misteri delle cose note.  Nel 2016 entra nell'Associazione Internazionale dei Critici d'Arte (A.I.C.A.) e indirizza la sua linea letteraria nella direzione della critica sull'estetica, teoria dell'immagine e sulle arti performative. Dal 2019 è membro del comitato scientifico dell'Archivio Paolo Salvati per la stesura del catalogo generale ragionato delle opere di Paolo Salvati.
Nel 2020 presenta la mostra Similiter in pictura. Attorno a Leonardo, presso la Casa del Mantegna a Mantova e scrive per l'Accademia di Brera un saggio dedicato alla ricerca scientifica che ha svolto il pittore e docente italiano Angelo Comolli, nell'ambito della pubblicazione Dall'ornato alla stagione contemporanea, curata anche da Livia Pomodoro e Giovanni Iovane, pubblicata per la scuola di decorazione di Brera. Persegue dal 2021 la divulgazione di diversi progetti multimediali realizzati con i fondi costituiti da donazioni e collezioni storiche custodite dalle biblioteche pubbliche. Dal 2021 cura per la serie Webinar, le relazioni Giorgio de Chirico, fra poesia e mercato,
 Lucio Fontana, innovation between present and future, e vita, opere e legami con il business di Amedeo Modigliani di Arte e Management: Amedeo Modigliani, rivolta ai parallelismi fra i grandi maestri dell’arte e il pianeta del business.

## Mostre e cataloghi
- Esodo, per non dimenticare, Camera dei deputati, presentazione di Lorenzo Fontana, mostra a cura dell'Archivio Paolo Salvati, Complesso di Vicolo Valdina, Roma, 2025.[16][17]
- Melodie cromatiche, Mostra antologica delle opere di Paolo Salvati (1939-2014), Camera dei deputati, presentazione di Federico Mollicone, saggi di Claudio Strinati, Alberto Moioli, Giovanni Faccenda e Cesare Sarzini, Complesso di Vicolo Valdina, Roma, 2023.[18]
- Otto sguardi d’autore, Museo d'arte e scienza, Milano, 2023.[19]
- Similiter in pictura. Attorno a Leonardo, Casa del Mantegna, Mantova, 2019, 2020.[20]
- Artisti a Villa Clerici, sala delle arti di Villa Clerici, Milano, 2016.[21]
- Otto sguardi d’autore, Museo d'arte e scienza, Milano, 2015.[22]
- Otto sguardi d’autore, Museo d'arte e scienza, Milano, 2014.[23]
- Otto sguardi d’autore, Museo d'arte e scienza, Milano, 2013.[24]

## Opere
- Alberto Moioli, Lorenzo Fontana e Andrea Salvati, Esodo, per non dimenticare, di Paolo Terdich, Roma, Editions of Italian Modern and Contemporary Art Archives, 2025, ISBN 978-88-947049-8-3. [25]
- Alberto Moioli, Catalogo Generale Ragionato delle Opere di Renzo Eusebi, vol. 1, Milano, Enciclopedia d'Arte Italiana, Catalogo Generale Artisti dal Novecento ad oggi, 2023, ISBN 978-88-94119-18-3.
- Alberto Moioli, Cesare Sarzini e Giovanni Faccenda, Melodie cromatiche, mostra antologica delle opere di Paolo Salvati (1939-2014), Camera dei deputati, Complesso di Vicolo Valdina, Roma, Editions of Italian Modern and Contemporary Art Archives, 2023, ISBN 978-88-94605-55-6.
- Alberto Moioli, Enciclopedia d'Arte Italiana, Catalogo Generale Artisti dal Novecento ad oggi, vol. 11, Milano, Enciclopedia d'Arte Italiana, 2023, ISBN 978-88-941191-6-9.
- Alberto Moioli, Le marine di Paolo Salvati, Roma, Editions of Italian Modern and Contemporary Art Archives, 2022, ISBN 978-88-947049-9-0.
- Alberto Moioli, Detto Claudio, equilibrio costante, Roma, Editions of Italian Modern and Contemporary Art Archives, 2022, ISBN 978-88-946055-9-4.
- Alberto Moioli, Enciclopedia d'Arte Italiana, Catalogo Generale Artisti dal Novecento ad oggi, vol. 10, Milano, Enciclopedia d'Arte Italiana, 2022, ISBN 978-88-941191-9-0.
- Alberto Moioli, Livia Pomodoro e Giovanni Iovane, La scuola di decorazione di Brera. Dall'ornato alla stagione contemporanea, Milano, Rubbettino, 2021, ISBN 978-88-498669-0-2.
- Alberto Moioli, Enciclopedia d'Arte Italiana. Catalogo Generale Artisti dal Novecento ad oggi, 9 bis, Milano, Enciclopedia d'Arte Italiana, 2021, ISBN 978-88-941191-5-2.
- Alberto Moioli, Enciclopedia d'Arte Italiana. Catalogo Generale Artisti dal Novecento ad oggi, vol. 9, Milano, Enciclopedia d'Arte Italiana, 2020, ISBN 978-88-941191-4-5.
- Alberto Moioli, Enciclopedia d'Arte Italiana. Catalogo Generale Artisti dal Novecento ad oggi, vol. 8, Milano, Enciclopedia d'Arte Italiana, 2019.
- Alberto Moioli, Matteo Galbiati e Elena Pontiggia, Similiter in pictura. attorno a Leonardo Da Vinci, Milano, Scripta Maneant, 2019.
- Alberto Moioli, Enciclopedia d'Arte Italiana. Catalogo Generale Artisti dal Novecento ad oggi, vol. 7, Milano, Enciclopedia d'Arte Italiana, 2018.
- Alberto Moioli, Enciclopedia d'Arte Italiana. Catalogo Generale Artisti dal Novecento ad oggi, vol. 6, Milano, Enciclopedia d'Arte Italiana, 2017, ISBN 978-88-941191-1-4.
- Alberto Moioli, Enciclopedia d'Arte Italiana. Catalogo Generale Artisti dal Novecento ad oggi, vol. 5, Milano, Enciclopedia d'Arte Italiana, 2016, ISBN 978-88-941191-0-7.
- Alberto Moioli, Enciclopedia d'Arte Italiana. Catalogo Generale Artisti dal Novecento ad oggi, vol. 4, Milano, Enciclopedia d'Arte Italiana, 2015.
- Alberto Moioli, Enciclopedia d'Arte Italiana. Catalogo Generale Artisti dal Novecento ad oggi, vol. 3, Milano, Enciclopedia d'Arte Italiana, 2014.
- Alberto Moioli, Enciclopedia d'Arte Italiana. Catalogo Generale Artisti dal Novecento ad oggi, vol. 2, Milano, Enciclopedia d'Arte Italiana, 2013.
- Alberto Moioli, Enciclopedia d'Arte Italiana. Catalogo Generale Artisti dal Novecento ad oggi, vol. 1, Milano, Enciclopedia d'Arte Italiana, 2012.
- Alberto Moioli, Sara Munari e Diego Mormorio, Oceano. India. Immagini come appunti di viaggio, Milano, Les Cultures, 2009, ISBN 9788890146190.
- Alberto Moioli, Davide Mengacci e Luigi Cavdini, Davide Mengacci a Lissone e altrove, street photography, 1968-2006, Milano, Città di Lissone, 2007.